# 水野妃奈乃
水野 妃奈乃（みずの ひなの、1997年2月4日 - ）は、日本の女子バスケットボール選手である。ポジションはフォワード。ニックネームはチイ。福島県出身。Bリーグ、京都ハンナリーズに所属する水野幹太は弟。

## 来歴
昭和学院高校から拓殖大学を経て、2019年1月、シャンソンVマジックにアーリーエントリーで加入。
2020年東京オリンピック日本代表候補に選出される。
2023年、三菱電機コアラーズに移籍。
2025年、三菱電機を退団。

## 経歴
- 昭和学院高 - 拓大 - シャンソン化粧品（2019年 - 2023年） - 三菱電機

## 日本代表歴
- 2013年U16アジアカップ
- 2014年U17ワールドカップ